# Љ
Љ je cirilska črka, ki se uporablja samo v srbščini in makedonščini. Črko Љ je vpeljal Vuk Stefanović Karadžić v pravopisni reformi, ki je postala znana po pravilu »Пиши као што говориш« (»Piši, kot govoriš«). Po tem pravilu je vsak glas v srbskem jeziku dobil svojo črko. Palatalnemu (mehkemu) L tako ustreza črka Љ, ki jo je Karadžić sestavil kot ligaturo črke Л in mehkega znaka Ь. V latinico se Љ prečrkuje z digafom lj
Črka Љ se imenuje lje.
| tiskano | pisano |
| ------- | ------ |
| Љ љ     | Љ љ    |

Opozorilo: Obstajajo tudi besede, v katerih se glasova L in j izgovarjata ločeno. Takrat se v cirilici tudi pišeta ločeno in ne s črko Љ. Več zgledov takih besed najdemo v makedonščini: зелје (zel-je), волја (vol-ja), полјана (pol-jana), ipd. Makedonci tudi ime mesta Celje zapišejo kot Целје, Ljutomer pa kot Љутомер.